# Barbos, Ortigueira
San Juliám de Barbos, cujo nome oficial é San Xulián de Barbos, e também conhecida apenas como Barbos, é uma freguesia do concelho de Corunha de Ortigueira, na comarca do Ortegal. Segundo o padrón municipal do 2009 tinha 108 habitantes (62 mulheres e 46 homens) distribuídos em 27 entidades de povoação, o que supõe uma diminuição em relação ao ano 1999 quando tinha 124 habitantes.

## Etimologia
Este topónimo tem a sua origem num gentilício prerromano. Está atestado como Sancti Juliani de Baruaos no 1137, e mais tardiamente como Barboos, o qual apoiaria a hipótese de E. Bascuas de derivar de uma protoforma *Bharwanos, a partir deo radical *barw-, derivado da raiz indoeuropea *bher- 'ferver, manancial'.  Este gentilício faría referencia a habitantes oriundos de um lugar chamado Barba ou similar.

## Geografia
Barbos está situada ao sul da enseada de Ladrido nas abas dos montes de Pereira e Seoane. Os limites são polo norte as branhas da enseada de Ladrido, polo sul a freguesia de Sam Salvador de Couça d'Oiro, polo oeste a freguesia de Luia e polo leste a freguesia do Mosteiro. A estrada AC-682 atravessa a freguesia pola beira-mar, o mesmo que faz o caminho de ferro de FEVE Ferrol-Oviedo, mas não tem apeadouro.

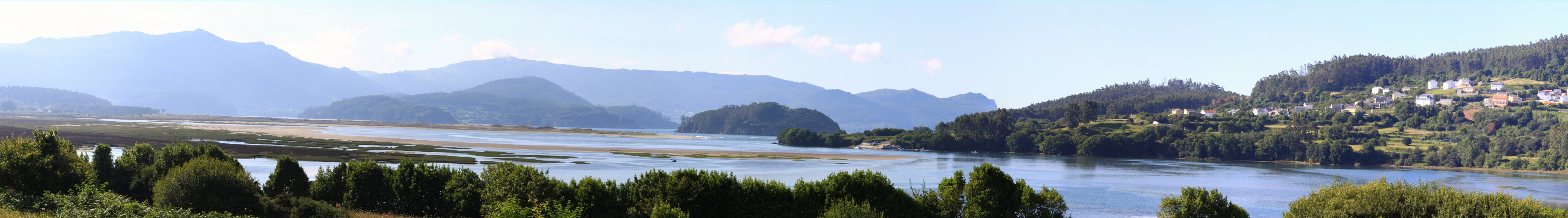
A ria de Ortigueira desde Barbos.

## Patrimônio
A igreja paroquial que se atopa no lugar da rua está construída em planta de cruz latina e tem campanário na fronte e um cemitério acaroado.

## Galeria de imagens

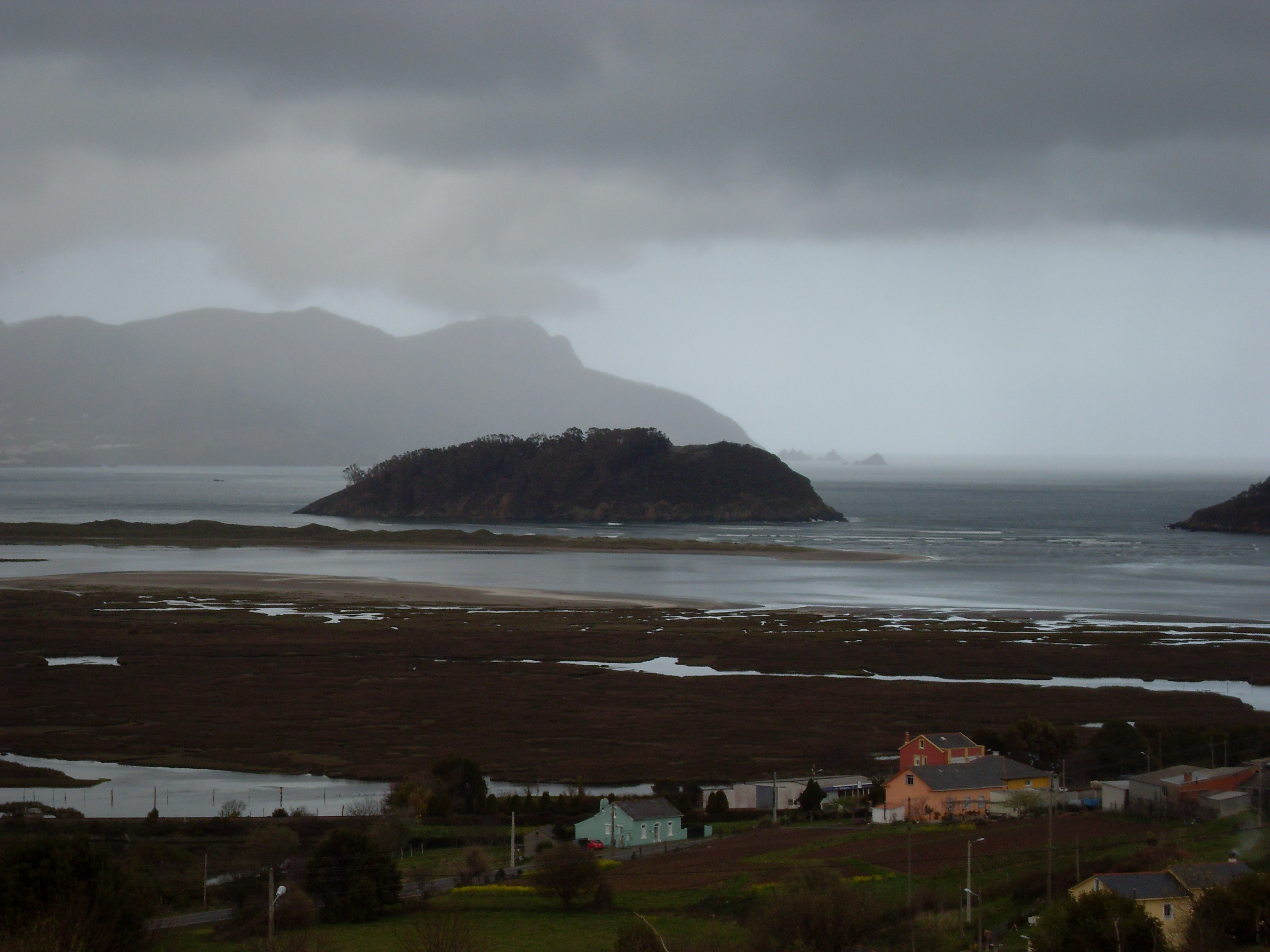
Vista desde Barbos, com as marismas, a Ilha de Sam Vicente e o cabo Ortegal ao fundo.
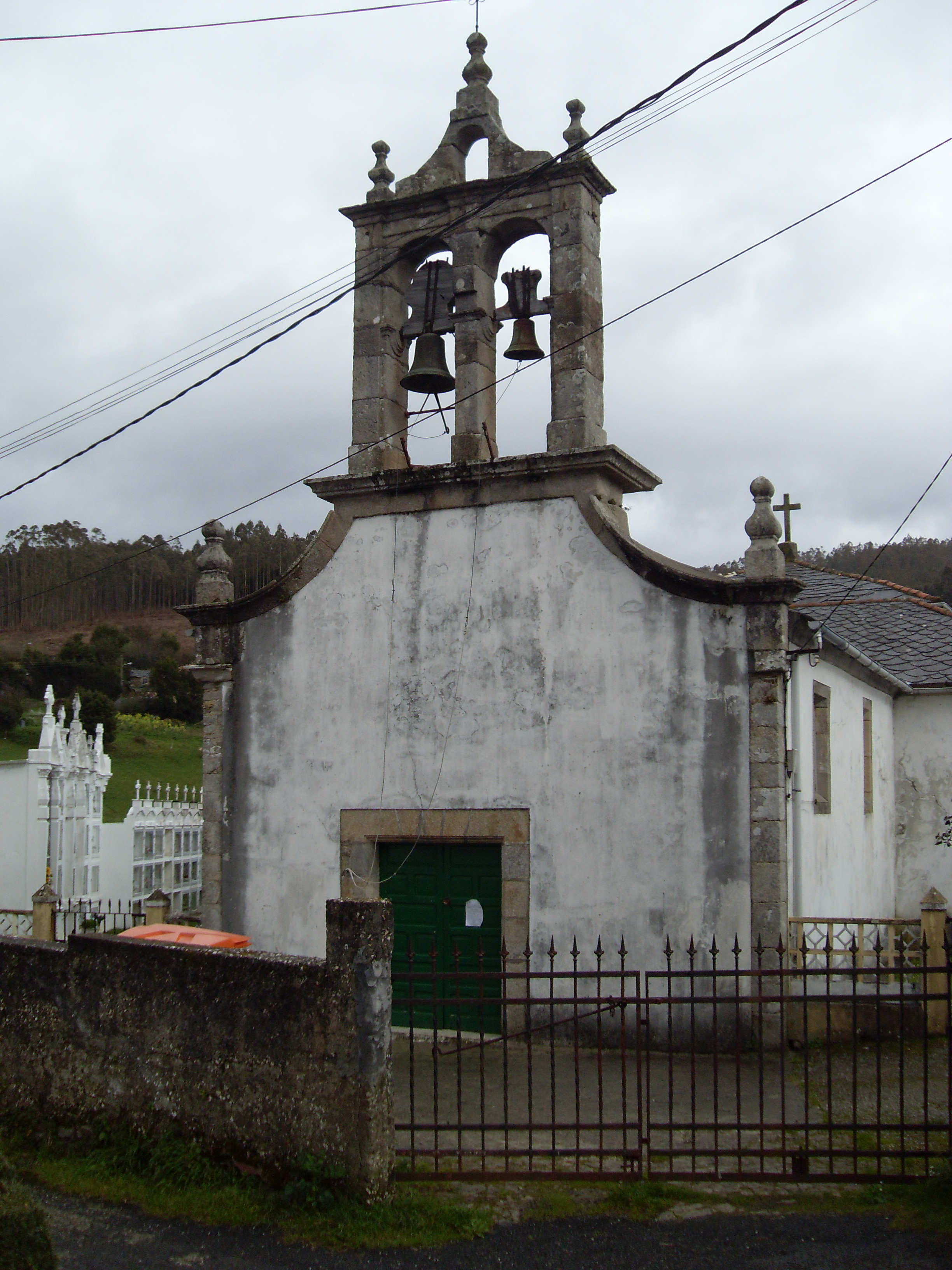
Igreja de Sam Juliám de Barbos.